# Daytona Beach Shores
Daytona Beach Shores – miasto w Stanach Zjednoczonych, w stanie Floryda, w hrabstwie Volusia.